# Kościół Ewangelicki Augsburskiego Wyznania w Austrii
Kościół Ewangelicki Augsburskiego Wyznania w Austrii (niem. Evangelische Kirche Augsburgischen Bekenntnisses in Österreich, w skrócie Evangelische Kirche A.B. in Österreich) – kościół luterański w Austrii.
W roku 2019 posiadał 271 296 wiernych skupionych w 191 zborach. W 2012 zrzeszał ok. 3,8% obywateli państwa. Podzielony jest na siedem superintendentur.
Kościół jest członkiem Światowej Federacji Luterańskiej. Współpracuje na wielu płaszczyznach z Kościołem Ewangelickim Helweckiego Wyznania w Austrii.

## Historia
12 stycznia 1522 roku w katedrze św. Szczepana w Wiedniu pojawił się pastor ewangelicki Paul Speratus, co symbolicznie rozpoczęło Reformację w Austrii. W 1526 roku austriaccy Habsburgowie objęli tron czeski, znacznie powiększając terytorium swego władztwa. Na obszarze tym w wielu miejscach upowszechniła się Reformacja. Niebawem w Świętym Cesarstwie Rzymskim rozpoczęły się wojny religijne po których zawarto pokój augsburski, na której przyjęto zasadę cuius regio, eius religio. Kontrreformację w swoich włościach rozpoczął ok. 1580 cesarz Rudolf II Habsburg. W monarchii Habsburgów ograniczono swobody religijne, co stało się zarzewiem wybuchu w 1618 wojny trzydziestoletniej zakończonej podpisaniem pokoju westfalskiego w 1648, który podtrzymywał postanowienia pokoju augsburskiego. Po wojnie rozpoczęto przymusową rekatolicyzację Czech, co spowodowało w latach 1650–1657 masową emigrację protestantów. Zmianę w nastawieniu władców austriackich do akatolików wykazał Józef II prowadząc politykę regulowania życia religijnego poddanych przezwaną józefinizmem, co dla protestantów austriackich przejawiło się wydaniem 13 października 1781 roku Patentu Tolerancyjnego. Wydanie tego dokumentu rozpoczęło funkcjonowanie krajowego Kościoła ewangelicko-augsburskiego w państwie Habsburgów. W 1861 został on formalnie połączony w unię z Kościołem ewangelicko-reformowanym.
Po rozpadzie Austro-Węgier znaczna część zborów znalazła się poza granicami Austrii. Kontynuowała działalność superintendentura wiedeńska i górnoaustriacka. Kościołowi podporządkowane zostały zbory w Burgenlandzie, które w 1924 utworzyły własną superintendenturę. W 1947 powstały superintendentury Karynti i Wschodniego Tyrolu, Dolnej Austrii, Styrii, a w 1966 Salzburga i Tyrolu.